# Медицински имплант
Медицински имплант е медицинско устройство произведено с цел да замества липсваща биологична структура или да подобри съществуваща биологична структура. Медицинските импланти са изкуствено създадени устройства. Повърхността на импланта, която контактува с тялото, може да се изработва от титан, силикон или друг биоматериал. В някои случаи имплантът съдържа електронно устройство, като например пейсмейкъра, а някои са биоактивни и съдържат лекарствени форми.

## Приложения
В зависимост от областта на приложение се отличават следните импланти:

### Неврологични и сензорни
Изкуствена вътреочна леща, Кохлеарен имплант, изкуствена ретина и други са импланти, които са от най-бързо развиващите се видове импланти.

### Кардиологични
Използват се при случаи, когато сърцето, клапаните му или системата на кръвообръщението имат проблеми. Използват се стентове, изкуствени клапани, изкуствено сърце, пейсмейкъри и други.

### Ортопедични
Импланти се използват при проблеми с костите и ставите. При счупвания се използват различни видове укрепващи костите механични импланти. Замяна на износени стави е нормална операция за медицината.

### Други органи и системи
Проблеми с храносмилателната система, респираторната и отделителната системи могат частично да се решат с използването на импланти. Това са болестни състояния като гастроезофагеална рефлуксна болест, сънна апнея и други.